# Comuna 22 (Cali)
La Comuna 22 de Cali está localizada al sur del área urbana de la ciudad. Limita al norte con la Cra 100 y con la Comuna 17; al sur con la Cra 127 y el Corregimiento de Pance;al occidente con el río Meléndez, la Comuna 18,  el corregimiento de la Buitrera, el Zanjón del Burro y el río Pance; al oriente con la Calle 26 o Avda Cali-Jamundî y el corregimiento de El Hormiguero. Hasta hace unos años, La Comuna 22 formaba parte de la Comuna 17. Pero ante el desarrollo demográfico de esta comuna y a solicitud de la comunidad del territorio de lo que es hoy Comuna 22, el Concejo municipal escindió este sector creando por acuerdo municipal 0376 del 10 de agosto del 2004 esta nueva comuna. Se estableció como margen divisorio la carrera 100. Es la comuna de mayor desarrollo de la ciudad, caracterizada por ser la sede de las cinco universidades privadas más importantes de la ciudad (Pontificia Universidad Javeriana, Universidad ICESI, Universidad de San Buenaventura, Universidad Lumen y la Universidad Libre sede Valle del Lilí), así como por sus amplios terrenos destinados a la construcción de vivienda, debido a que el Plan de Ordenamiento Territorial de la ciudad contempla gran parte de esta comuna para nuevos desarrollos urbanísticos siendo la actual zona de expansión urbana. Es la zona de mayor valorización de Cali, y actualmente en esta se encuentran exclusivos y lujosos edificios de apartamentos y condominios de casas que acogen a la gente con altos cargos en Cali y el Valle del Cauca, convirtiéndolo en uno de los sectores más caros y exclusivos de Colombia. En este sitio el metro cuadrado puede llegar a los $ 10.000.000 de pesos.

## Demografía
En cuanto a población, según el censo del 2005, en esta comuna habita solo el 0,4 % de la población total de la ciudad, es decir 8971 habitantes. Sin embargo, muchas obras de vivienda se han estado construyendo en esa zona desde finales de la década de los noventa. Dentro de ella se ubica la tradicional Hacienda Cañasgordas, que tiene una gran importancia histórica para la región, ya que en ella se organizó el grito de independencia de Cali del 3 de julio de 1810. La estratificación de la comuna se divida entre barrios de estrato alto (5) y muy alto (6). Algunos de los proyectos de vivienda más caros y exclusivos de Cali se construyen en la comuna 22 en los sectores comprendidos entre Ciudad Jardín y Pance, donde se encuentran viviendas que alcanzan precios de más de $ 3.000.000.000 de pesos.
La Comuna 22 comprendida entre los barrios Ciudad Jardín y Pance que es hogar de políticos, empresarios y personas con altos cargos del Valle del Cauca, convirtiendo a este en uno de los sectores más caros, lujosos y exclusivos de Colombia. En el sector se encuentran tiendas de lujo como Cesare Paciotti, Silvia Tcherassi, restaurantes como Tortelli, Archie's, dos supermercados Carulla que es uno de Gourmet, Merca Mio que es uno de abastecimiento, un supermercado de la cadena estadounidense PriceSmart, los concesionarios de automóviles Mercedes-Benz, Alfa Romeo, Porsche, BMW, el Centro Comercial Bochalema Plaza, entre otros.

## Barrios
La Comuna 22 está conformada por tres barrios y cuatro parcelaciones, así:
Barrios Ciudad Jardín, Ciudad Campestre, Valle del Lili. Parcelaciones: El Retiro, Cañasgordas, La María y Alférez Real.

## Transporte
En cuanto a la malla vial, la comuna solo cuenta con la avenida Cañasgordas y la avenida Pasoancho, como principales vías, situación que ha perjudicado su movilidad y ha impactado negativamente a sus residentes,  lo que ha propiciado que se levanten callejones sin el debido ordenamiento, y muchas de sus calles aún son caminos de herradura, aunque paradójicamente es la zona con mayor valorización de la ciudad.
Las rutas del MIO que cubren esta comuna son las siguientes:
- A11:  ICESI - PUJ - Universidades
- A11B: Universidades - Universidad Libre - Alférez Real
- A13A: Universidades - Caney
- A13C: Universidades - Lili
- A14A: Universidades - U. San Buenaventura
- A14B: Universidades - La Vorágine
- A17A: Universidades - U. San Martín
- A17B: Universidades - Hormiguero
- A17C: Universidades - Comfenalco Cañasgordas
- A17D: Universidades - Ciudad Pacífica
- A17F: Universidades - Vivero Parque Residencial
- A18: Universidades - Hacienda El Castillo
- A19A: Universidades - Comfandi Pance
- A19B: Estación Buitrera - La Buitrera

Ahora contamos con las siguientes ruta de bus Ermita:
Ermita Ruta 1: 
Plaza Madero, Kachipay, Bochalema, Universidad Autónoma de Occidente - UAO, Clínica Valle del Lili, Univalle, Pasoancho, Centro, San Nicolas, SENA, 14 de Calima y Brisas de los Álamos.
Ermita Ruta 7C:
Plaza Madero, Kachipay, Dollarcity, Ciudad de Cali, Ciudad Córdoba, Simón Bolívar, 14 de Calima, Centro Empresas, Chipichape y Terminal.